# フランスのビール
フランスのビール（英語: Beer in France）では、フランスで製造されるビールの概要について記す。
フランスは国民1人あたりのワイン消費量を見てもワイン大国であり、ビールの消費量はワインと比べると少ない。
フランスにおいてはディナーの前にアペリティフと呼ばれる軽食と一緒にビールやシャンパーニュなどを飲む習慣が根強い。アペリティフとして、祝い事の席やレストランなどではシャンパーニュを飲み、カフェやバー、家庭ではビールが飲まれることが多い。食事中はワインであり、ビールやシャンパーニュが飲まれることはほとんどない。

## 歴史
現在のフランスは、古来ガリアと呼ばれており、ガリア人やケルト人が住んでいた。ガイウス・ユリウス・カエサルによって征服され共和政ローマ、ローマ帝国の属州となる。ローマではワインが好まれていたことと、ワインを「キリストの血」と考えるキリスト教の普及もあって、ガリア地域にもワインを飲む文化が広まって行く。
フランク王国は、5世紀のクローヴィス1世による成立から、8世紀のカール大帝の時代になり現在のフランス、ドイツ、イタリアをまたぐ広大な領土となる。カール大帝は荘園経営の指針として荘園令を発したことで、各領主はビール醸造所を各荘園に設置しなければならなくなった。これによって、ワインより低く見られていたビールの地位が向上することになった。カール大帝はビール醸造所の整備と同時に、ブドウ園の立て直しやワイン醸造の奨励も行っており、ビール文化とワイン文化は共に発展して行くことになる。
フランス人生化学者のルイ・パスツールが1866年にワインの殺菌法として導入した低温殺菌法（パスチャライゼーション）は、ドイツに渡って下面発酵によるラガービールを誕生させる。また、パスツールは「上面発酵より下面発酵の方がビールの質が落ちるのを防止する上で決定的に有利である」と主張したこともあって、世界のビールの主流は上面発酵のエールから下面発酵のラガーへと切り替わって行った。
フランス国内のビール生産の半分近くはドイツ国境にも近いアルザス地域圏で生産されている。

## 代表的なフランスのビール

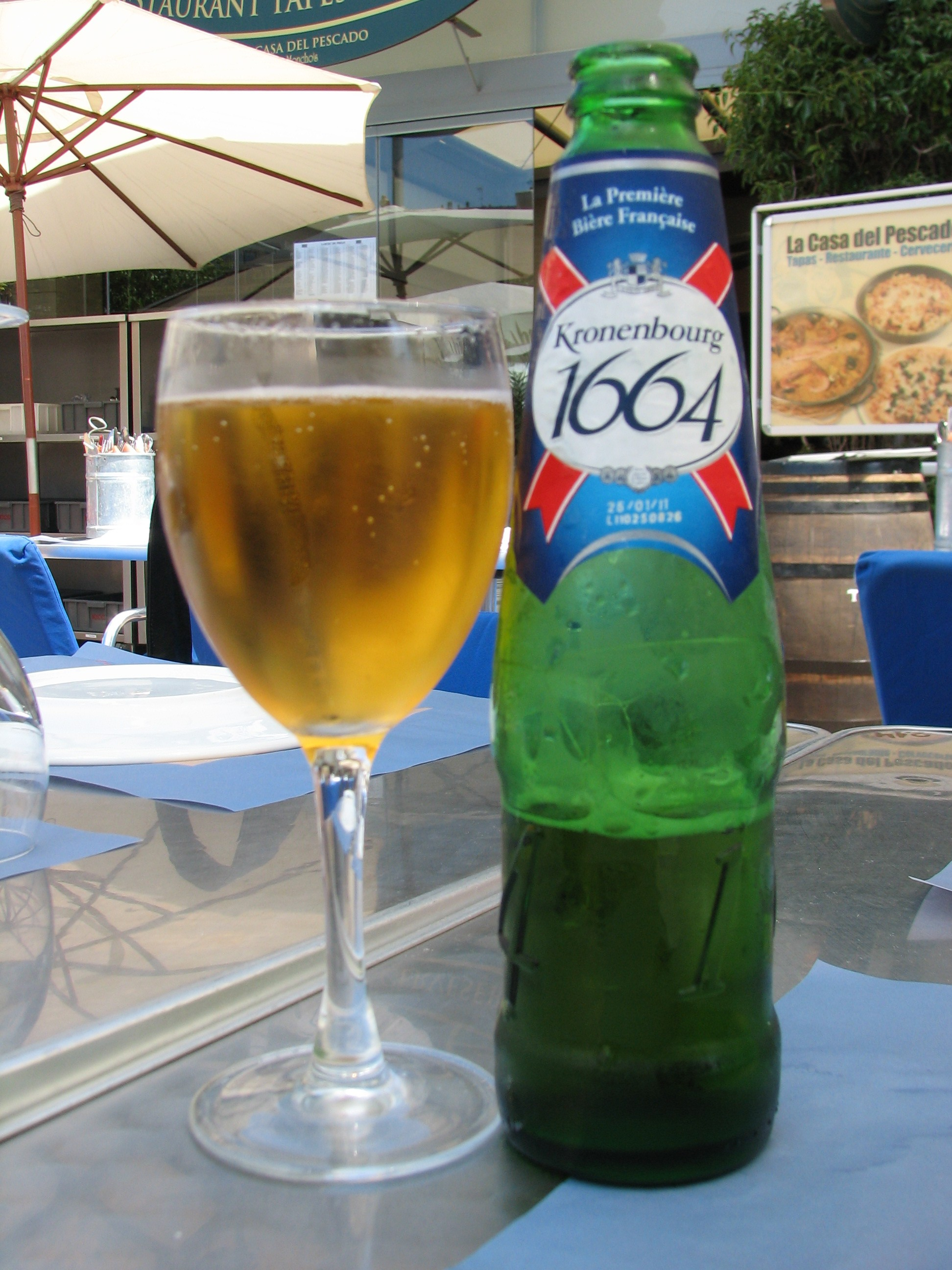
1664のボトル

- 1664（フランス語版） - フランスで最もポピュラーなフランス産ビール[5]。1664年創業のクローネンブルグの銘柄。フランスで最も古い企業のうちの一つであり、ビールの生産量は毎年7億リットル、フランスの全ビール生産量の40%以上を占める[2]。